# Jacques Fouquier
Jacques Fouquier o Jacob Focquier o Jacques Fouquières (c.1580/1591-1659) fue un pintor de paisajes barroco flamenco. 

## Biografía
Jacques Fouquier nació en Amberes alrededor de 1580, donde recibió instrucción de Jodocus De Momper, y luego estudió con Jan Brueghel. Fue registrado en el Gremio de Amberes de San Lucas en 1614. Adoptó un estilo de pintura paisajística muy superior al de cualquiera de sus maestros, y en esta rama del arte llegó a una excelencia que indujo a Rubens a emplearlo ocasionalmente para pintar los fondos de sus cuadros. Bajo este maestro se ganó una reputación tan alta que el elector Palatino lo contrató en su corte cuando aún era joven. 

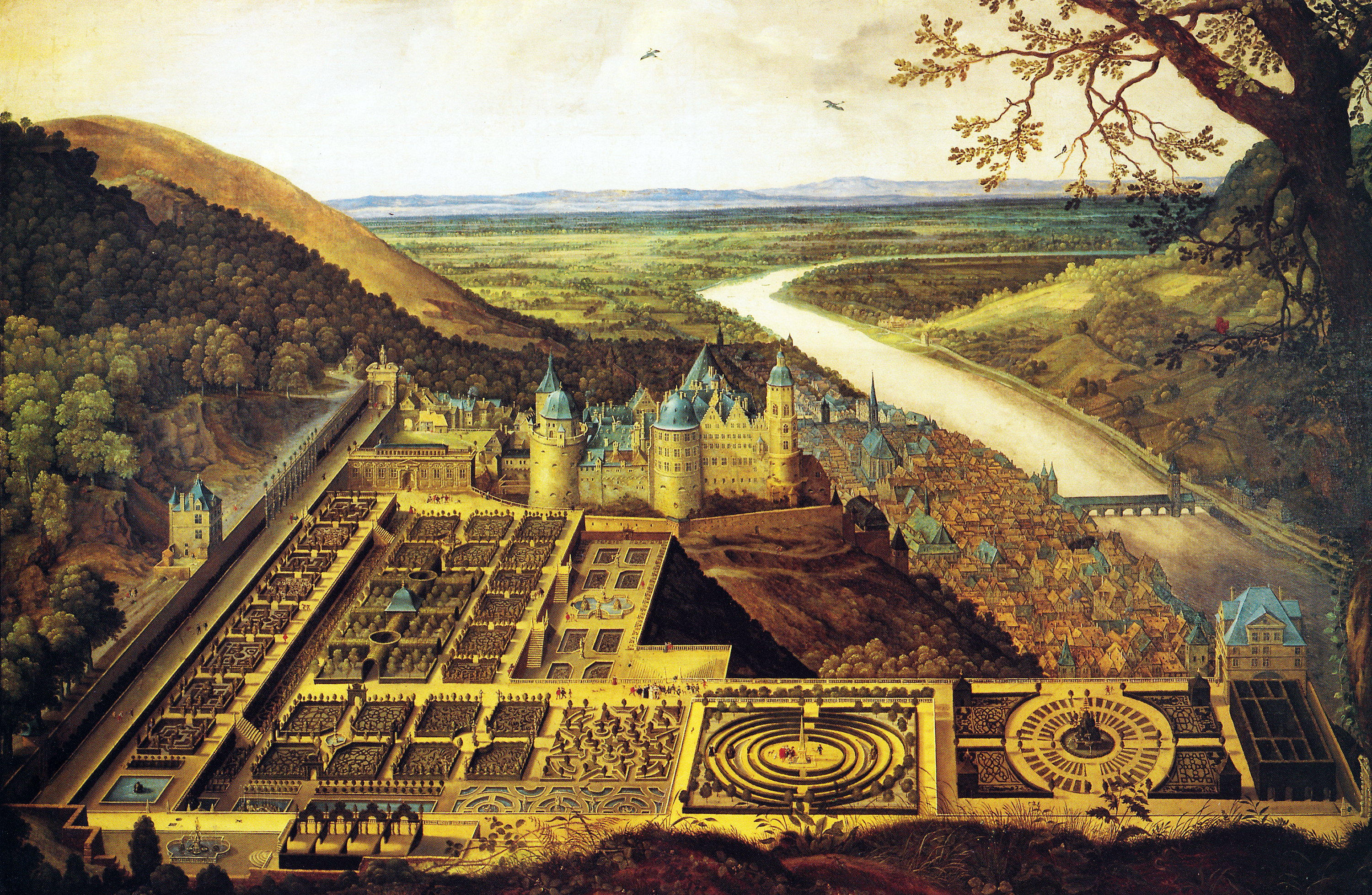
Hortus Palatinus y el castillo de Heidelberg de Jacques Fouquier; Museo Kurpfälzisches, Heidelberg.

En 1616-1619 trabajó en Heidelberg, y en 1620 viajó a Italia, donde visitó Roma y Venecia, donde mejoró su estilo al estudiar las obras de Tiziano, cuyos hermosos paisajes eran objeto particular de su admiración. En 1621 se fue a París, donde trabajó como pintor de la corte para Luis XIII allí y en otros lugares de Francia. Sus imágenes fueron tan admiradas por el monarca que le otorgó el honor de ser caballero. 
La leyenda dice que se sintió tan orgulloso y agobiante que su insolencia hacia Nicolas Poussin, quien fue empleado por el rey al mismo tiempo en el Louvre, hizo que Poussin dejara París y residiera en Roma durante el resto de su vida. 
Fouquier fue un distinguido pintor de paisajes. Su pincel es libre y firme, y su color, tanto en óleo como en fresco, es claro y fresco, aunque en ocasiones frío y demasiado verde. Las figuras con las que embelleció sus paisajes están correctamente dibujadas. Cayó en desgracia y murió en París, en la pobreza, en 1659. Las pinturas de paisajes de Fouquier son, entre otras, parte de las colecciones del Hessisches Landesmuseum Darmstadt y del Musée des Beaux-Arts de Bordeaux . 
Sus alumnos fueron Philippe de Champaigne, Matthieu van Plattenberg y Etienne Rendu.